# Улица Палидзибас (Рига)
Улица Па́лидзибас (латыш. Palīdzības iela, исторический русский вариант названия — Вспомогательная улица) находится в Центральном районе города Риги. Начинается от перекрёстка с улицей Шарлотес, недалеко от её примыкания к улице Кришьяня Валдемара; заканчивается перекрёстком с улицей Бривибас.
Общая длина улицы составляет 449 метров. На всём протяжении имеет асфальтовое покрытие. Общественный транспорт по улице не курсирует, но на улице Кришьяня Валдемара есть остановка «Palīdzības iela».
Улица упоминается с 1867 года. Переименований улицы не было.

## Достопримечательности
- Угловой дом № 5/27 на пересечении с улицей Миера (построен в 1908 г.) является охраняемым памятником архитектуры местного значения[5].
- Улица Палидзибас проходит вдоль территории предприятий «Latvijas balzams» и «Laima».

## Прилегающие улицы
Улица Палидзибас пересекается со следующими улицами:
- Улица Шарлотес
- Улица Аристида Бриана
- Улица Миера
- Улица Бривибас